# Chris Valagao
Chris « The Heathen » Valagao Mina est un chanteur canadien surtout connu en tant que leader du groupe de thrash metal Zimmers Hole.

## Biographie
Valagao Mina  est d'origine portugaise et norvégienne. Il est le frontman et un membre fondateur (avec Jed Simon et Byron Stroud de Strapping Young Lad batteur Steve Wheeler) du groupe de Yann métal comédique Zimmers Hole. Il a participé a l'enregistrement de trois album du groupe. Il a aussi fait des cœurs pour plusieurs albums de Devin Townsend and Strapping Young Lad. A cette époque il a construit une forte amitié avec Townsend. In 2012, Valagao Mina rejoint le groupe de heavy metal West of Hell et a sorti l'album de début Spiral Empire. Ils ont poursuivi en tournée en tête d'affiche autour du Canada et de la nouvelle Zélande  pour présenter l'album.
Valagao Mina est un artiste SPFX artist et  pyrotechnicien pour film télévision, réalisateur et producteur de plusieurs videos musicales et il construit des motos personnalisés. Il a travaillé sur le effets spéciaux pour les films Monkey Beach et Detective Knight: Redemption 
Au cours de sa carrière, Valagao Mina a  pris divers pseudonymes, le plus notable etan "The Heathen". mais également, "Dr. Heathen Hooch", "E.Val" et "Lorde of Ass-Fire"

## Discographie

### Avec Zimmers Hole
- Bound by Fire (1997)
- Legion of Flames (2001)
- When You Were Shouting at the Devil...We Were in League With Satan (2008)

### Avec Strapping Young Lad
- Heavy as a Really Heavy Thing (1994)
- City (1997)
- Strapping Young Lad (2003)
- Alien (2005)
- The New Black (2006)

### Avec Devin Townsend
- Ocean Machine: Biomech (1997)
- Infinity (1998)
- Physicist (2000)
- Synchestra (2006)

### Avec Mechanism
- Inspired Horrific (2009)

### Avec West of Hell
- Spiral Empire (2012)

### Avec Memorain
- Evolution (2012)